# Senna chrysocarpa
Senna chrysocarpa är en ärtväxtart som först beskrevs av Nicaise Auguste Desvaux, och fick sitt nu gällande namn av Howard Samuel Irwin och Rupert Charles Barneby. Senna chrysocarpa ingår i släktet sennor, och familjen ärtväxter. Inga underarter finns listade i Catalogue of Life.